# UFC 136
UFC 136: Edgar vs. Maynard III   è stato un evento di arti marziali miste tenuto dalla Ultimate Fighting Championship l'8 ottobre 2011 al Toyota Center a Houston, Texas, Stati Uniti d'America.
In Italia la card principale è stata trasmessa in pay per view su Sky Sport alle ore 3:00 italiane.

## Background
Josh Grispi avrebbe dovuto affrontare Matt Grice ma Grispi fu costretto a rinunciare a causa di un infortunio e venne rimpiazzato da Nam Phan. Grice stesso fu costretto ad abbandonare il proprio posto nella card venendo sostituito con Leonard Garcia.
Aaron Simpson avrebbe dovuto combattere contro Nick Catone in questo evento ma venne rimosso dalla card a seguito di un infortunio e rimpiazzato con Eric Schafer.
Era previsto un incontro tra Mike Russow e Dave Herman durante questo evento ma Herman fallì un test antidoping prima del match risultando positivo alla marijuana. Herman negò di aver utilizzato sostanze proibite.
Questo evento detiene il record di combattimento effettivo totale per un totale di 158 minuti e 32 secondi battendo il precedente record di UFC Fight Night: Maynard vs. Diaz che era di 149 e 50 secondi. In entrambi gli eventi 8 incontri finirono per decisione ed era presente Gray Maynard nel main event.

## Risultati

### Card preliminare
- Incontro categoria Pesi Medi:  Steve Cantwell contro  Mike Massenzio

Massenzio sconfisse Cantwell per decisione unanime (29–28, 30–27, 29–28).
- Incontro categoria Pesi Medi:  Aaron Simpson contro  Eric Schafer

Simpson sconfisse Schafer per decisione unanime (30–27, 30–27, 30–27).
- Incontro categoria Pesi Piuma:  Zhang Tie Quan contro  Darren Elkins

Elkins sconfisse Zhang per decisione unanime (30–27, 30–27, 30–26).
- Incontro categoria Pesi Massimi:  Joey Beltran contro  Stipe Miočić

Miocic sconfisse Beltran per decisione unanime (29–28, 30–27, 29–28).
- Incontro categoria Pesi Leggeri:  Anthony Pettis contro  Jeremy Stephens

Pettis sconfisse Stephens per decisione divisa (29–28, 28–29, 29–28).
- Incontro categoria Pesi Medi:  Demian Maia contro  Jorge Santiago

Maia sconfisse Santiago per decisione unanime (30–27, 30–27, 30–27).

### Card principale
- Incontro categoria Pesi Leggeri:  Melvin Guillard contro  Joe Lauzon

Lauzon sconfisse Guillard per sottomissione (strangolamento da dietro) a 0:47 del primo round.
- Incontro categoria Pesi Piuma:  Leonard Garcia contro  Nam Phan

Phan sconfisse Garcia per decisione unanime (29–28, 29–28, 29–28).
- Incontro categoria Pesi Medi:  Chael Sonnen contro  Brian Stann

Sonnen sconfisse Stann per sottomissione (strangolamento triangolare) a 3:51 del secondo round.
- Incontro per il titolo dei Pesi Piuma:  José Aldo (c) contro  Kenny Florian

Aldo sconfisse Florian per decisione unanime (49–46, 49–46, 49–46) mantenendo il titolo dei pesi piuma.
- Incontro per il titolo dei Pesi Leggeri:  Frankie Edgar (c) contro  Gray Maynard

Edgar sconfisse Maynard per KO (pugni) a 3:54 del quarto round mantenendo il titolo dei pesi leggeri.

## Premi
Ai vincitori sono stati assegnati 75.000$ per i seguenti premi:
- Fight of the Night:  Leonard Garcia vs.  Nam Phan
- Knockout of the Night:  Frankie Edgar
- Submission of the Night:  Joe Lauzon

## Musiche d'ingresso
| Fighter         | Artista                                 | Titolo                                  | Album                |
| --------------- | --------------------------------------- | --------------------------------------- | -------------------- |
| Joe Lauzon      | Thousand Foot Krutch                    | "Move"                                  | The Art of Breaking  |
| Melvin Guillard | Jay-Z and Kanye West                    | "H•A•M"                                 | Watch the Throne     |
| Nam Phan        | Foster the People                       | "Pumped Up Kicks"                       | Torches              |
| Leonard Garcia  | Diddy - Dirty Money (feat. Skylar Grey) | "Coming Home"                           | Last Train to Paris  |
| Brian Stann     | Shinedown                               | "Diamond Eyes (Boom-Lay Boom-Lay Boom)" | The Sound of Madness |
| Chael Sonnen    | Daryle Singletary                       | "Too Much Fun"                          | Daryle Singletary    |
| Kenny Florian   | Mr. Lif                                 | "The Sun"                               | I Heard It Today     |
| José Aldo       | Jay-Z (feat. Rihanna & Kanye West)      | "Run This Town"                         | The Blueprint 3      |
| Gray Maynard    | Pearl Jam                               | "State of Love and Trust"               | Singles              |
| Frankie Edgar   | The Notorious B.I.G.                    | "Kick in the Door"                      | Life After Death     |